# Alphonse Merrheim
Alphonse Merrheim, né le 7 mai 1871 à La Madeleine (Nord) et mort le 23 octobre 1925, est un ouvrier et syndicaliste révolutionnaire français. Secrétaire de la Fédération des Métaux de la CGT, il est, à partir de 1915, un des premiers syndicalistes français à animer le mouvement de refus de la guerre. Au début proche du mouvement libertaire[réf. nécessaire], il finit en fervent partisan du réformisme.

## Biographie

### Syndicaliste révolutionnaire
Ouvrier chaudronnier en cuivre, Alphonse Adolphe Merrheim adhère à la CGT et est secrétaire de la Fédération du Cuivre de 1904 à 1909 puis de la Fédération des Métaux.
Il se montre hostile à toute collaboration avec le Parti socialiste (SFIO), et en 1906 il est l'un des artisans de la charte d'Amiens avec Victor Griffuelhes.
Lors du congrès de Marseille en octobre 1908, il défend le Bureau dont la majorité des membres sont emprisonnés depuis les grèves de Draveil-Villeneuve-Saint-Georges.
Il fait partie du "noyau" de militants syndicaux qui après 1909 anime la revue la Vie ouvrière et cherchent des voies nouvelles pour le syndicalisme.

### Pacifiste
Après l'adhésion de la CGT à l'Union sacrée le 4 août 1914, il est l'un des premiers syndicalistes à critiquer cette politique. Il est à l'origine, en 1915, de la première manifestation pacifiste française pour réclamer la fin de la guerre.
Il participe avec Albert Bourderon (Syndicaliste CGT Fédération du Tonneau, et délégué à la Fédération des Bourses) à la conférence de Zimmerwald en 1915 où il apparaît comme l'un des principaux leaders de la majorité contre le courant représenté par Lénine.

### Modéré
Mais à partir de 1916, il adhère aux idées de Wilson. Après deux années encore où il est considéré comme le meneur de la minorité pacifiste il se rallie à Léon Jouhaux en juillet 1918 et devient un adversaire résolu de la révolution russe par refus de la violence révolutionnaire. Sa modération sur la grève comme outil de lutte syndical, contesté avant 1914 dans sa propre fédération de la Métallurgie, se mue en refus des grèves de juin 1919. Il devient un des porte-parole les plus en vue de la majorité confédérale, hostile à la montée en influence de la minorité "révolutionnaire", approbateur du réformisme économique de Léon Jouhaux. 
Cessant son activité syndicale à partir de 1923, mort en 1925, il laisse de lui une mémoire contradictoire. Plutôt que de diaboliser son évolution vers une modération et un réformisme, les syndicalistes de la CGT retiennent qu'il fut l'un des promoteurs du courant hostile à la violence sous toutes ses formes, et quelle que soit la cause, en un temps où le pacifisme n'était pas une posture intellectuelle mais un combat risqué.

### Notices
- Dictionnaire biographique du mouvement ouvrier français, « Le Maitron » : notice biographique.
- La presse anarchiste : articles en ligne.
- René Bianco : 100 ans de presse anarchiste - notice.
- Marxists.org, notice biographique.
- Histoire du monde ouvrier, Tome II.
- Grand Larousse universel (édition 1989).